# 万岁桥 (广东省)
万岁桥，位于中国广东省清远市英德市浛洸镇万岁街，为清远市英德市的一个市级文物保护单位，类型为古建筑，公布时间为1995年12月。
万岁桥的历史年代为明代。